# Brancus muticus
Brancus muticus är en spindelart som beskrevs av Simon 1902. Brancus muticus ingår i släktet Brancus och familjen hoppspindlar. Inga underarter finns listade.